# II. Ferdinánd osztrák főherceg
II. Ferdinánd (németül: Ferdinand II; Linz, Ausztria, Szent Római Birodalom, 1529. június 14. – Innsbruck, Tirol, Ausztria, Szent Római Birodalom, 1595. január 24.) osztrák főherceg, Csehország császári kormányzója, majd Elő-Ausztria uralkodó főhercege és Tirol hercegesített grófja 1564 júliusától 1595 januárjában bekövetkezett haláláig. Ő volt Anna német-római császárné apja.

## Életrajza

### Családja és fiatalsága

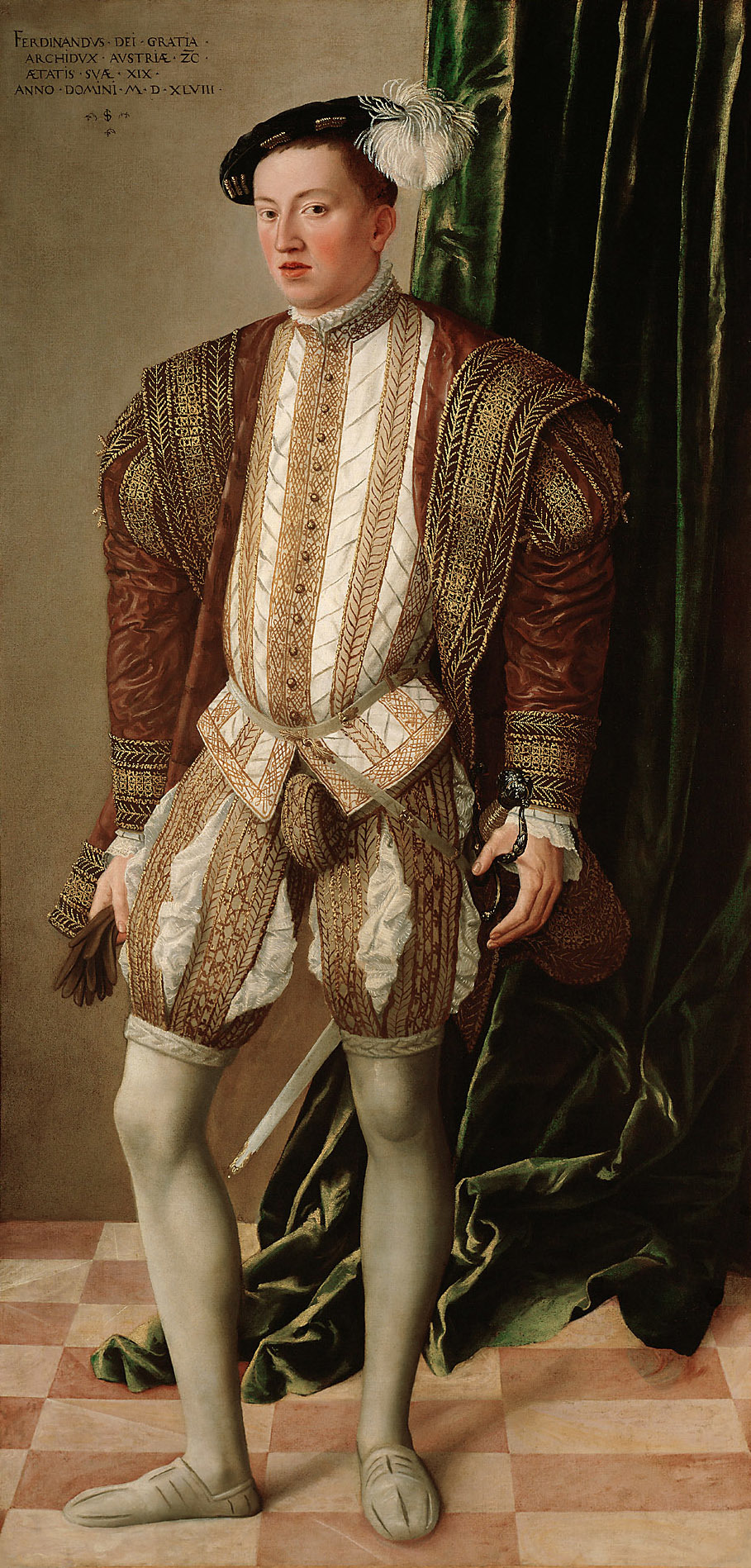
Ferdinánd főherceg cseh kormányzóként Jakob Seisenegger 1548-as egészalakos portréján (Bécsi Szépművészeti Múzeum)

Ferdinánd 1529. június 14-én született Linzben, az Osztrák Főhercegségben. A Habsburg-ház tagjaként születésétől fogva megillette őt az osztrák főhercegi cím.
Születésekor apja, I. Ferdinánd még csak a cseh és a magyar királyi címet viselte, később, 1531-ben lett előbb a rómaiak királya, majd 1556-tól német-római császár, miután fivére, V. Károly lemondott a javára. Édesanyja II. Ulászló magyar és cseh király egyetlen leánya, Anna hercegnő volt, így anyja révén a Jagellókkal állt rokoni kapcsolatban.
A főherceg volt szülei negyedik gyermeke, egyben második fia. Két nővére volt: az 1526-ban született Erzsébet és az 1528-ban született Anna, valamint egy bátyja: Miksa, aki 1527-ben látta meg a napvilágot. Szülei bőséges gyermekáldása révén Ferdinándot további tizenegy gyermek követte. Legfiatalabb testvére, Johanna 1547. január 24-én született, majd három nappal később édesanyjuk, Anna királyné gyermekágyi láz következtében elhunyt.
Fiatal korát Innsbruckban töltötte, ahonnan apja az osztrák örökös tartományokat irányította V. Károly császár megbízásából. A korabeli beszámolók Ferdinándot apja kedvenc gyermekeként, egyúttal művelt és művészetkedvelő személyként írják le. William Scrots flamand festő hasonló stílusban festette meg a fiatal testvéreket, Miksát és Ferdinándot 1549 előtt, amely portrén jól kivehető, hogy a főherceg is markáns Habsburg alsó ajakkal rendelkezett. Ennek ellenére jóképűnek, valamint fivérével ellentétben barátságosnak írják le. Ferdinánd testvéreihez hasonlóan szigorú katolikus neveltetésben részesült, oktatói között olyan közismert humanisták vannak, mint Kaspar Ursinus Velius, vagy a Bécsi Egyetem tanítója, Georg Tannstetter. Fivérével, Miksával és további nemesi származású fiatalemberekkel együtt alapos nyelvoktatásban is részesültek: óráik alkalmával nem beszéltek velük németül, csak latinul, csehül vagy más idegen nyelveken.

### Munkássága

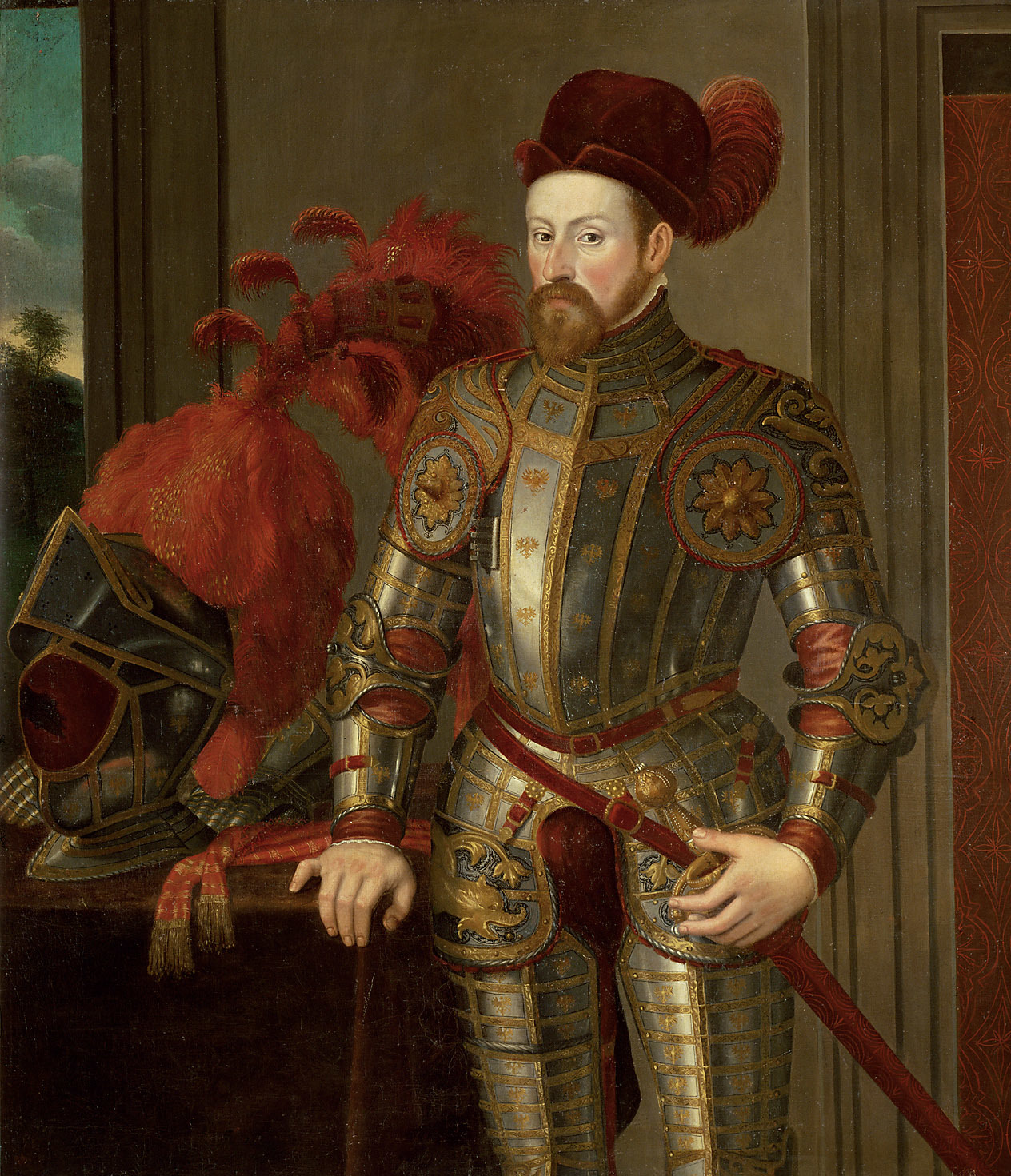
Francesco Terzio 1550 körüli festménye Ferdinándról, díszes páncélban (Szépművészeti Múzeum)

Ferdinánd 1547-ben Prágába utazott, hogy apja utasítására betöltse a Cseh Királyság császári kormányzói tisztségét. 1556-ban egy törökellenes hadjáratot vezetett Magyarországra. Amikor apja 1564. július 25-én elhunyt, Ferdinánd megörökölte Tirolt és Elő-Ausztriát, bár fivére, az immáron német-római császár II. Miksa kérésére 1567-ig továbbra is a cseh koronabirtokokat igazgatta. Fivérével, a császárral szemben az ellenreformáció lelkes támogatója volt, gondoskodott róla, hogy az általa kormányzott területeken a katolikus megújulás érvényesüljön.
Ferdinánd jelentős szerepet játszott a reneszánsz közép-európai terjedésében és népszerűsítésében – a művészetek nagy pártfogójaként szerzett magának hírnevet. Műgyűjteménye az általa építtetett Ambras kastélyban került elhelyezésre, ennek egy része ma már a Bécsi Szépművészeti Múzeum tulajdonát képzi. Ugyanakkor a kastélyban még ma is számos kiemelkedő kulturális értékkel bíró műkincs, festmény, szobor, valamint tudományos műtárgy és fegyver- és páncélgyűjtemény látható. A kastély könyvtárában fellehető kéziratgyűjtemény 2018-ban bekerült az UNESCO A világ emlékezete programjába.

### Házasságai és gyermekei

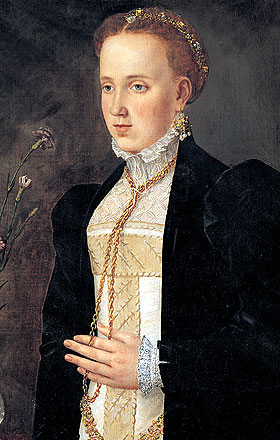
Első felesége, Philippine Welser (1527–1580), akivel Ferdinánd 1557-ben kötött rangon aluli házasságot

1557-ben titokban feleségül vette Philippine Welsert, egy augsburgi patrícius leányát, akitől az évek során több gyermeke is született: 1558-ban András, 1560-ban Károly, majd két évvel később, 1562-ben egy ikerpár, Fülöp és Mária, akik mindketten kisgyermekként elhunytak. A morganatikus házasságot édesapja, Ferdinánd császár végül 1561-ben jóváhagyta azzal a feltétellel, hogy a gyermekek nem örökölhetnek, továbbá, hogy senki sem szerezhet tudomást a nászról. 1576-ban, már apja halálát követően XIII. Gergely pápa felmentette a házaspárt titoktartási fogadalmuk alól, egyúttal legidősebb fiukat, az akkor tizenhét esztendős Andrást 1577-ben bíborossá nevezte ki.
1580 áprilisában Philippine betegség következtében elhunyt. Ekkor Ferdinánd húga, Eleonóra főhercegnő felajánlotta legkisebb gyermekének, Anna Katalin hercegnőnek kezét. A gyászidőszak elteltét követően, 1582. január elsején az akkor ötvenkét éves főherceg feleségül vette tizenöt esztendős unokahúgát. Házasságuk alatt 1583-tól kezdve három éven át egy-egy leányuk született, ám a legidősebb, Anna Eleonóra főhercegnő még születése évében elhunyt. Második legidősebb leányuk, Mária idővel apáca lett, míg legfiatalabb leányuk, Anna 1611-ben lett unokatestvére, Mátyás német-római császár felesége.
Ferdinánd 1595. január 24-én, hatvanöt esztendős korában hunyt el tartományának fővárosában, Innsbruckban. Mivel első házasságából származó gyermekei nem voltak jogosultak örökölni, második házasságából pedig csak leányai születtek, így címe és birtokai visszaszálltak a Habsburg-ház fő ágára, személy szerint későbbi vejére, a császárra. Mátyás végül testvérét, III. Miksa főherceget bízta meg a tiroli birtokok kormányzásával.